# Lola Salcedo
Dolores Salcedo Castañeda (Barranquilla, 1950-Puerto Colombia, 2 de enero de 2021), más conocida como Lola Salcedo, fue una periodista, escritora y columnista colombiana.

## Biografía
Salcedo nació en 1950 en la ciudad de Barranquilla, en el seno de una familia vinculada al periodismo. Su hermano Guillermo trabajó como columnista del Diario del Caribe y de El Heraldo antes de trasladarse definitivamente a Miami y Rafael -su otro hermano- se desempeñó como editor de la Agence France-Presse y del diario El Tiempo para la región Caribe antes de su fallecimiento.
La periodista se vinculó profesionalmente con el matutino Diario del Caribe como columnista y escritora hasta la desaparición del medio en 1991. Acto seguido se convirtió en columnista de El Heraldo de Barranquilla, diario en el que trabajó hasta el primer semestre de 2020.
Además de su labor periodística, Salcedo publicó la novela "Una pasión impresentable" (Lunamaga, 1993). Sobre ella, Christiane Lafitte Carles dice lo siguiente: "Lola Salcedo Castañeda representa la generación de los años cincuenta. En su novela "Una pasión impresentable" logra pintarnos un cuadro de la burguesía barranquillera. Con un estilo crudo, vivo y salpicado de humor, relata el modo de vivir de un ser amado, que no sabe liberarse todavía de la impronta de los usos y costumbres de una éducation sentimentale anticada" (en Huellas, no. 42, 1994, p. 49).
También lideró el grupo de intelectuales que presentó ante la UNESCO el dossier de tradiciones del Carnaval de Barranquilla con el objetivo de solicitar su reconocimiento como Obra Maestra del Patrimonio Oral e Inmaterial de la Humanidad.

### Fallecimiento
Salcedo fue hallada sin vida en su vivienda del municipio de Puerto Colombia, Atlántico el 3 de enero de 2021 por la policía. Aunque no se ha hecho oficial la causa, las autoridades sospechan de un suicidio al no presentar su cuerpo ninguna marca de violencia.